# Papiu Ilarian
Papiu Ilarian (in passato Budiul de Câmpie, in ungherese Mezőbodon, in tedesco Boden) è un comune della Romania di 999 abitanti, ubicato nel distretto di Mureș, nella regione storica della Transilvania. 
Il comune è formato dall'unione di 5 villaggi: Dobra, Merișoru, Papiu Ilarian, Șandru, Ursoaia.
Di un certo interesse è il tempio riformato, costruito nel XIV secolo.
Il comune ha assunto il nome attuale in onore dello storico e rivoluzionario Alexandru Papiu-Ilarian, la cui famiglia era originaria di questa località.